# 4990 Trombka
4990 Trombka је астероид главног астероидног појаса са средњом удаљеношћу од Сунца која износи 2,231 астрономских јединица (АЈ).
Апсолутна магнитуда астероида је 14,1.